# Enrique Congrains Martín
Enrique Congrains Martín   (Lima, 4 de juliol de 1932 - Cochabamba, 6 de juliol de 2009) va ser un escriptor i editor peruà. Com a resultat de la seua vida agitada, va passar temporades fora del Perú, i acabà els seus dies a Bolívia. A Buenos Aires, el 1957, va autoeditar la seua obra cabdal, No una, sino muchas muertes. Aquesta novel·la, que presenta un dels personatges femenins més colpidors de la literatura peruana, va ser adaptada al cine pel director peruà Francisco José Lombardi en la película de 1983 Maruja en el infierno, a més a més d'editar-se a Espanya per Planeta i amb pròleg de Vargas Llosa. Integrant de la Generació del 50, va inaugurar el realisme urbà al seu país amb el recull de contes Lima, Hora Cero.
A banda de la seua producció literaria —de fet, l'escriptor va deixar de publicar gairebé 50 anys fins que va aparéixer El narrador de historias, a 2008—, Enrique Congrains va residir a diversos països de Llatinoamèrica, en els quals va publicar manuals de tècniques d'estudi, d'història, etc. També va organitzar cursos de formació de tot tipus.

## Obra literaria
- Lima, hora cero (contes, 1954). En aquest recull aparegué "El niño de junto al cielo", un dels més importants de l'autor.[5]
- Kikuyo (contes, 1995).
- Domingo en jaula de esteras (conte inclòs al recull Cuentos peruanos. Antología completa y actualizada del cuento en el Perú. Buenos Aires: Embajada Cultural Peruana, 1957). No una, sino muchas muertes (novel·la, 1957).
- El narrador de historias (novel·la, 2008).
- 999 palabras para el planeta Tierra (novel·la, 2009).